# Nurme (Muhu)
Nurme – wieś w Estonii, w prowincji Sarema, w gminie Muhu.